# Пешчаник (филм)
Пешчаник (мађ. Fövenyóra) је српско-мађарски филм из 2007. године. Режирао га је Саболч Толнаи по делу Данила Киша.

## Радња
"Пешчаник" је прича једне мађарско-јеврејско-српске породице.
Породица се исцртава у току трагања већ одраслог сина који покушава реконструисати своје детињство од снова и сећања. Назире се један већ потонули свет, свет средњоевропског градића са својим фигурама, онако како то дубоко проживљава и види један осетљиви дечак и његов отац, који од својих страхова који продиру до костију и крајњег понижења бежи у глуму лудила и постаје усамљен, јадан пајац у драми живота.
Иако је Пешчаник анатомија бесмислене мржње и страха, топлина и иронија које провејавају кроз причу не дозвољавају му да буде само још једна прича болу и патњи.

## Улоге
| Глумац            | Улога                     |
| ----------------- | ------------------------- |
| Небојша Дугалић   | Андреас Сам               |
| Слободан Ћустић   | Едуард Сам                |
| Јасна Жалица      | Марија Сам                |
| Давид Војнић      | Анди Сам                  |
| Ларс Рудолф       | Барабал / васкрсли војник |
| Алиса Терек       | Ана Сам                   |
| Јáнос Дерзси      | Кохн                      |
| Кати Лáзáр        | Ребека Кохн               |
| Мари Наги         | Госпођа Фисцхер Херманн   |
| Áдáм Рајхона      | Фисцхер Херманн           |
| Татјана Бермел    | Корнéлиа Сам              |
| Раде Којадиновић  | Андрија Лауфер            |
| Ђурђија Цветић    | Тхеатер манагер           |
| Дејан Доновић     | Такси дривер              |
| Евгенија Ескимова | Марија Ц.                 |
| Давид Тасић       |                           |